# 솔나물
솔나물은 한국·일본에 분포하는 여러해살이풀로 높이는 70-100cm 정도이고, 곧추 자란다. 잎은 소나무의 잎처럼 가늘고 길게 생겼으며, 줄기의 마디마다 8-10장씩 돌려난다. 잎의 뒷면, 줄기, 꽃차례에는 털이 있다. 꽃은 노란색을 띠며, 6-8월에 잎겨드랑이와 줄기 끝에서 원추꽃차례를 이룬다. 꽃 하나하나는 지름 2.5mm로 매우 작으며, 꽃잎과 수술이 각각 4개이고 암수머리가 두 갈래로 갈라졌다. 개화기는 6-8월이며 열매는 9월에 익는다. 관상 식물과 밀원식물로 이용하며, 어린순은 나물로 먹는다.

## 변종
- 솔나물 Galium verum var. asiaticum Nakai
  - 애기솔나물 Galium verum var. asiaticum for. pusillum (Nakai) M.Park
- 털솔나물 Galium verum var. trachycarpum DC.
  - 흰털솔나물 Galium verum var. trachycarpum for. album Nakai
  - 개솔나물 Galium verum var. trachycarpum for. intermedium Nakai
  - 흰솔나물 Galium verum var. trachycarpum for. nikkoense (Nakai) Ohwi
- 털잎솔나물 Galium verum var. trachyphyllum Wallr.